# Сиеста
Сиеста (на испански: siesta, от латински: sexta) е кратка дрямка в ранния следобед, често след обедното хранене. Такъв период на сън е обичайна традиция в някои страни, особено тези в зоните с топъл климат. „Сиеста“ може да се отнася до самата дрямка или по-общо до период от деня, обикновено между 14 и 17 часа. Този период се използва за сън, както и за свободното време, хранене по средата на деня или други дейности.
Сиестите са исторически често срещани в Средиземноморието и Южна Европа, Близкия изток, континентален Китай и Индийския субконтинент. В Южна Италия сиестата се нарича controra (от contro – „брояч“, и ora – „час“), което се смята за магически момент от деня, в който светът се връща в обладание от призраци и духове. Сиестата е стара традиция в Испания и чрез испанското влияние – в по-голямата част от Латинска Америка. В Далмация традиционната следобедна дрямка е известна като pižolot (от венециански: pixolotto). Испанската дума siesta произлиза първоначално от латинската дума hora sexta – „шести час“ (броене от зората, следователно „обедна почивка“). В Египет следобедната дрямка се нарича تعسيلة, тасѝла.
Факторите, обясняващи географското разпространение на съвременната сиеста, са високите температури и обилният прием на храна по време на обедното хранене. Комбинирани, тези два фактора допринасят за усещането за следобедна сънливост. В много страни, които практикуват сиеста, летните горещини могат да бъдат непоносими в ранния следобед, което прави обедната почивка у дома добре дошла.